# Kristof Hendrickx
Kristof Maria Hendrickx (Turnhout, 17 november 1979) is een Belgisch architect en Vlaams-nationalistisch politicus voor N-VA. Hieraan voorafgaand was hij actief bij de lokale partij Arendonk Positief (A+).

## Levensloop
Hendrickx liep school aan het Sint-Jozefcollege te Turnhout. Vervolgens studeerde hij architectuurwetenschappen aan het Henry van de Velde-Instituut te Antwerpen en hierop aansluitend volgde hij een opleiding aan de Technische Universiteit Eindhoven. Later studeerde hij marketing aan het AMS. Van beroep is hij architect.
Hij werd politiek actief in aanloop naar de gemeenteraadsverkiezingen van 2006 voor de lokale kieslijst A+. Bij deze stembusgang behaalde hij 410 voorkeurstemmen en werd verkozen als gemeenteraadslid. In november 2010 stapte hij over naar N-VA. Voor deze partij werd hij in 2012 lijsttrekker. Hij behaalde een persoonlijke score van 1215 naamstemmen, zijn partij won 8 van de 23 zetels. Hij sloot vervolgens een coalitie met CD&V en volgde Ernest Buijs op als burgemeester. Bij de gemeenteraadsverkiezingen van 2018 werd hij herkozen met 2193 voorkeursstemmen. Hij zette zijn coalitie met CD&V hierop verder. Bij de lokale stembusgang van 2024 was hij lijstduwer en niet langer kandidaat voor een verlenging van zijn burgemeesterschap. Hendrickx werd nog gekozen als gemeenteraadslid, maar besloot zijn mandaat niet op te nemen om actief te worden in het bedrijfsleven, in de sector van vastgoed en projectontwikkeling.
Daarnaast was hij tweemaal kandidaat op de N-VA-kieslijst voor de Kamer van Volksvertegenwoordigers in de kieskring Antwerpen. Hij werd evenwel beide malen niet verkozen. In 2014 behaalde hij vanop de 14e plaats 9177 voorkeurstemmen en in 2019 kreeg hij vanop de 9e plaats 12.029 naamstemmen.
Hendrickx is gehuwd en heeft twee kinderen.